# Rhinog Fawr
Rhinog Fawr är ett berg i Storbritannien.   Det ligger i kommunen Gwynedd och riksdelen Wales, i den södra delen av landet, 300 km nordväst om huvudstaden London. Toppen på Rhinog Fawr är 720 meter över havet, eller 349 meter över den omgivande terrängen. Bredden vid basen är 8,3 km.
Terrängen runt Rhinog Fawr är huvudsakligen kuperad.Runt Rhinog Fawr är det ganska glesbefolkat, med 45 invånare per kvadratkilometer. Närmaste större samhälle är Porthmadog, 13,8 km nordväst om Rhinog Fawr. Trakten runt Rhinog Fawr består i huvudsak av gräsmarker.